# August Taylor
August Taylor (Winder, Georgia; 28 de mayo de 1991) es una actriz pornográfica, modelo erótica y camgirl estadounidense.

## Biografía
August Taylor, nombre artístico de Michelle Novacich, nació en el estado estadounidense de Georgia, hija del matrimonio entre los actores Peter Edward Tasciotti y Karen Novacich, en una familia con ascendencia checa, italiana y filipina. Se crio en Ft. Lauderdale, en el estado de Florida. Durante sus años anteriores a la industria para adultos participó en algunos proyectos artísticos como Emma Novacich junto a su padre.
A sus 22 años grabó su primera película, que no se hizo pública hasta 2014. Como actriz pornográfica, ha trabajado para estudios destacados de la industria como Evil Angel, Jules Jordan Video, Digital Sin, Elegant Angel, Pure Play Media, Bangbros, Wicked Pictures, Girlfriends Films, Devil's Film, Penthouse, Naughty America, Brazzers, Kink.com o New Sensations, entre otros.
Con rasgos similares que la han hecho comparar con las actrices Ava Devine y Sybil Stallone, en 2015 grabó para Brazzers, junto a Ramón Nomar, su primera escena de sexo anal. Dos años más tarde, grabaría su primera de doble penetración, publicada en la web del actor Criss Strokes.
En 2018 fue nominada en los Premios Urban X a Artista MILF del año.
Se retiró en 2020, habiendo rodado más de 180 películas como actriz. Fuera del mundo del entretenimiento, tras su salida, comenzó a dedicarse al mundo del entrenamiento personal y el fitness bajo el alias de Michele Soel.
Algunas películas suyas son Asian Bombshells 3, Bra Busters 7, DP Masters 5, Full Anal Service 3, Housewife 1 On 1 39, Mandingo Massacre 14, Our Family Trust, Ripe Melons, Straight Up Anal 3 o Titty Creampies 8.

## Premios y nominaciones
| Año  | Ceremonia         | Resultado | Premio                          | Trabajo |
| ---- | ----------------- | --------- | ------------------------------- | ------- |
| 2017 | Premios Urban X   | Nominada  | Nicest Breast                   | —       |
| 2017 | Premios Urban X   | Nominada  | Orgasmic Oralist                | —       |
| 2018 | Spank Bank Awards | Nominada  | Asian Empress of the Year       | —       |
| 2018 | Spank Bank Awards | Nominada  | Exotic Femme Fatale of the Year | —       |
| 2018 | Premios Urban X   | Nominada  | Artista MILF del año            | —       |